# Crasiella diplura
Crasiella diplura is een buikharige uit de familie Planodasyidae. Het dier komt uit het geslacht Crasiella. Crasiella diplura werd in 1968 voor het eerst wetenschappelijk beschreven door Clausen. 